# Correbia
Correbia este un gen de insecte lepidoptere din familia Arctiidae.

## Specii[1]
- Correbia affinis
- Correbia agnonides
- Correbia boliviana
- Correbia bricenoi
- Correbia ceramboides
- Correbia colombiana
- Correbia elongata
- Correbia euryptera
- Correbia felderi
- Correbia flavata
- Correbia flavidorsalis
- Correbia fulvescens
- Correbia intermedia
- Correbia klagesi
- Correbia lycoides
- Correbia meridionalis
- Correbia minima
- Correbia negrona
- Correbia nigridorsalis
- Correbia oberthueri
- Correbia obscura
- Correbia obtusa
- Correbia punctigera
- Correbia raca
- Correbia rufescens
- Correbia semitransversa
- Correbia subochrea
- Correbia tristitia
- Correbia undulata